# Darkwoods My Betrothed
Darkwoods My Betrothed es una banda de black metal formada en Kitee, Finlandia.

## Historia
Formada en 1992 como Virgin Cunt propusieron ser una de las bandas más metaleras del black metal en Europa-en un sentido irónico-. Después de unirse para grabar un demo la banda empezó a tomarse las cosas más en serio, por lo que cambió su nombre por Darkwoods My Betrothed.
Graban el demo Dark Aureolis Gathering en 1994, no muy diferente a una banda original en extremo del estilo black metal, pero empezó a demostrar su madurez en las canciones escritas y entregada principalmente anuncian en el extranjero un vocalista bastante desconcertante no solamente una tradición del black metal estridente.
el cantante también incluyó varios coros en tonos guturales.
En 1995 Hammerheart Productions lanza su primer álbum, Heirs of the Northstar, el cual fue un giro para el grupo. Luego un año más tarde lanzan al mercado Autumn Roars Thunder, esta vez bajo el sello Solistitium;dos años más tarde sale a la venta Witch-Hunts, un álbum bastante conceptual de que evita gran parte de los estilos melódicos de los dos álbumes anteriores, el álbum salió un año después debido a un retraso del sello discográfico.
Después la banda decidió desaparecer por un tiempo, pero recientemente han aparecido lanzando su nuevo álbum.

## Miembros

### Miembros actuales
- Teemu "Hexenmeister" Kautonen – bajo (1993–1996, 2020–presente)
- Jouni "Hallgrim" – guitarras (1993–1998, 2004–2005, 2020–presente), bajo (1996–1998)
- Pasi "Emperor Nattasett" Kankkunen – voz (1993–1998, 2020–presente), bajo (2004–2005), drums (1993)
- Tuomas Holopainen – teclados (2020–presente)
- Kai Hahto – batería (2020–presente)

### Miembros anteriores
- Spellgoth - Vocalista
- Julma, (The Emperor Nattesett, Pasi) - Bajo, Vocalista
- Larha - Batería
- Magician - Sintetizador, Violonchelo
- Icelord - Guitarra

### Músicos de sesión
- Emppu Vuorinen – guitarras
- Tero Leinonen – batería (1994–1996)

## Discografía

### Demos
- Dark Aureolis Gathering (1994)

### Álbumes
- Heirs of the Northstar (1995)
- Autumn Roars Thunder (1996)
- Witch-Hunts (1998)
- Dark Aureoles Gathering (Recopilado) (2000)
- Angel of Carnage Unleashed (2021)